# Ernemont-la-Villette
Ernemont-la-Villette és un municipi francès situat al departament del Sena Marítim i a la regió de Normandia. L'any 2007 tenia 194 habitants.

## Demografia

### Població
El 2007 la població de fet d'Ernemont-la-Villette era de 194 persones. Hi havia 71 famílies de les quals 12 eren unipersonals (8 homes vivint sols i 4 dones vivint soles), 20 parelles sense fills, 31 parelles amb fills i 8 famílies monoparentals amb fills.
La població ha evolucionat segons el següent gràfic:
Habitants censats

### Habitatges
El 2007 hi havia 83 habitatges, 70 eren l'habitatge principal de la família, 9 eren segones residències i 4 estaven desocupats. 79 eren cases i 2 eren apartaments. Dels 70 habitatges principals, 62 estaven ocupats pels seus propietaris i 9 estaven llogats i ocupats pels llogaters; 2 tenien dues cambres, 7 en tenien tres, 21 en tenien quatre i 41 en tenien cinc o més. 52 habitatges disposaven pel capbaix d'una plaça de pàrquing. A 27 habitatges hi havia un automòbil i a 39 n'hi havia dos o més.

### Piràmide de població
La piràmide de població per edats i sexe el 2009 era:
| Homes | Edats   | Dones |
| ----- | ------- | ----- |
| 0     | 95 o +  | 0     |
| 0     | 90 a 94 | 0     |
| 4     | 85 a 89 | 0     |
| 0     | 80 a 84 | 0     |
| 0     | 75 a 79 | 12    |
| 4     | 70 a 74 | 0     |
| 0     | 65 a 69 | 4     |
| 4     | 60 a 64 | 0     |
| 12    | 55 a 59 | 0     |
| 8     | 50 a 54 | 8     |
| 4     | 45 a 49 | 16    |
| 8     | 40 a 44 | 8     |
| 4     | 35 a 39 | 0     |
| 0     | 30 a 34 | 8     |
| 8     | 25 a 29 | 4     |
| 8     | 20 a 24 | 4     |
| 12    | 15 a 19 | 16    |
| 4     | 10 a 14 | 16    |
| 4     | 5 a 9   | 12    |
| 4     | 0 a 4   | 0     |

## Economia
El 2007 la població en edat de treballar era de 134 persones, 96 eren actives i 38 eren inactives. De les 96 persones actives 92 estaven ocupades (46 homes i 46 dones) i 4 estaven aturades (1 home i 3 dones). De les 38 persones inactives 16 estaven jubilades, 13 estaven estudiant i 9 estaven classificades com a «altres inactius».

### Ingressos
El 2009 a Ernemont-la-Villette hi havia 73 unitats fiscals que integraven 194,5 persones, la mediana anual d'ingressos fiscals per persona era de 19.369 €.

### Activitats econòmiques
Dels 8 establiments que hi havia el 2007, 1 era d'una empresa de fabricació d'altres productes industrials, 1 d'una empresa de construcció, 2 d'empreses de comerç i reparació d'automòbils, 2 d'empreses de transport, 1 d'una empresa d'informació i comunicació i 1 d'una empresa classificada com a «altres activitats de serveis».
Dels 2 establiments de servei als particulars que hi havia el 2009, 1 era un paleta i 1 electricista.
L'any 2000 a Ernemont-la-Villette hi havia 13 explotacions agrícoles que ocupaven un total de 610 hectàrees.

## Poblacions més properes
El següent diagrama mostra les poblacions més properes.